# Albert-Appel-Haus
Das Albert-Appel-Haus ist eine große Schutzhütte im Zentrum des Toten Gebirges, nahe der Landesgrenze zwischen der Steiermark und Oberösterreich.

## Lage
Das Appelhaus befindet sich auf 1638 m ü. A. Höhe auf der Henaralm. Es liegt am Schnittpunkt vieler Wanderwege durch das Tote Gebirge (235, 232, Nordalpenweg 01, Europäischer Fernwanderweg E4, Via Alpina). Das Hochtal am Rande der großen Karst-Hochfläche des Gebirges umfasst neben der Henaralm noch vier weitere Almen: Brunnwiesenalm, Breitwiesenalm, Augstwiesalm, Wildenseealm. Eine markante Formation in der Nähe ist der Redende Stein (1900 m).

## Geschichte
Eigentümer und Betreiber ist der Österreichische Touristenverein, nach dessen erstem Obmann Albert Appel (1871–1947) es benannt ist. Er gründete 1908 auf Anregung von Leopold Kunschak den Christlichen Arbeiter-Touristenverein, aus dem später der Österreichische Touristenverein hervorging. 
Die Hütte wurde am 5. August 1928 eingeweiht und seither mehrfach erweitert bzw. saniert. 1977 wurde sie mit einer sechs Kilometer langen Materialseilbahn erschlossen. Am Morgen des 8. Februar 2008 kollidierte ein Hubschrauber vom Typ Bell 206 B mit deren Tragseil, beide Insassen starben.
Jährlich im August findet bei der Hütte eine Bergmesse statt.

## Zustiege
- von Grundlsee (732 m) in 4 Stunden
- von Altaussee (719 m) in 4 Stunden
- vom Parkplatz Loserstraße/Altaussee (1600 m) in 4 Stunden über Karl-Stöger-Steig (schroffer, stellenweise ausgesetzter Steig)
- vom Offensee (655 m) in 4 Stunden
- vom Almsee (589 m) in 6 Stunden

## Tourenmöglichkeiten
Das Albert-Appel-Haus stellt die dritte Übernachtungsmöglichkeit im Verlauf des Welser Höhenweges dar. Der Welser Höhenweg ist die Ost-West-Überschreitung des Toten Gebirges (ausgenommen der Warscheneckgruppe). In fünf Tagesetappen zieht sich der alpine Pfad von Hinterstoder nach Bad Ischl. Dabei wird eine Distanz von 53,9 km und 3200 Höhenmetern zurückgelegt. Die Übernachtungen erfolgen auf dem Prielschutzhaus, der Pühringerhütte, dem Albert-Appel-Haus sowie der Ischler Hütte.
Übergänge zu Nachbarhütten
- Henaralmhütte (1596 m) in 15 Minuten
- Wildenseehütte (1525 m) in ½ Stunde
- Rinnerhütte (1474 m) in 1½ Stunden
- Pühringerhütte (1637 m) in 4 Stunden
- Loserhütte (1498 m) in 4 Stunden
- Ebenseer Hochkogelhaus (1558 m) in 6 Stunden
- Ischler Hütte (1365 m)

Gipfelbesteigungen
- Redender Stein (1900 m) in 1 Stunde
- Woising (2064 m) in 2 Stunden
- Backenstein (1772 m) in 2 Stunden
- Rinnerkogel (2012 m) in 2½ Stunden

Seen
- Henarsee (1691 m) Rundweg, insgesamt 1 Stunde
- Wildensee (1535 m) in 1 Stunde